# (19263) Lavater
(19263) Lavater est un astéroïde de la ceinture principale.

## Description
(19263) Lavater est un astéroïde de la ceinture principale. Il fut découvert le 21 juillet 1995 à Tautenburg par Freimut Börngen. L'observation de 1982 est considéré comme une prédécouverte. Il présente une orbite caractérisée par un demi-grand axe de 2,67 UA, une excentricité de 0,22 et une inclinaison de 2,9° par rapport à l'écliptique.
Il est nommé d'après Johann Kaspar Lavater.

## Compléments